# П'єзоелектричні перетворювачі

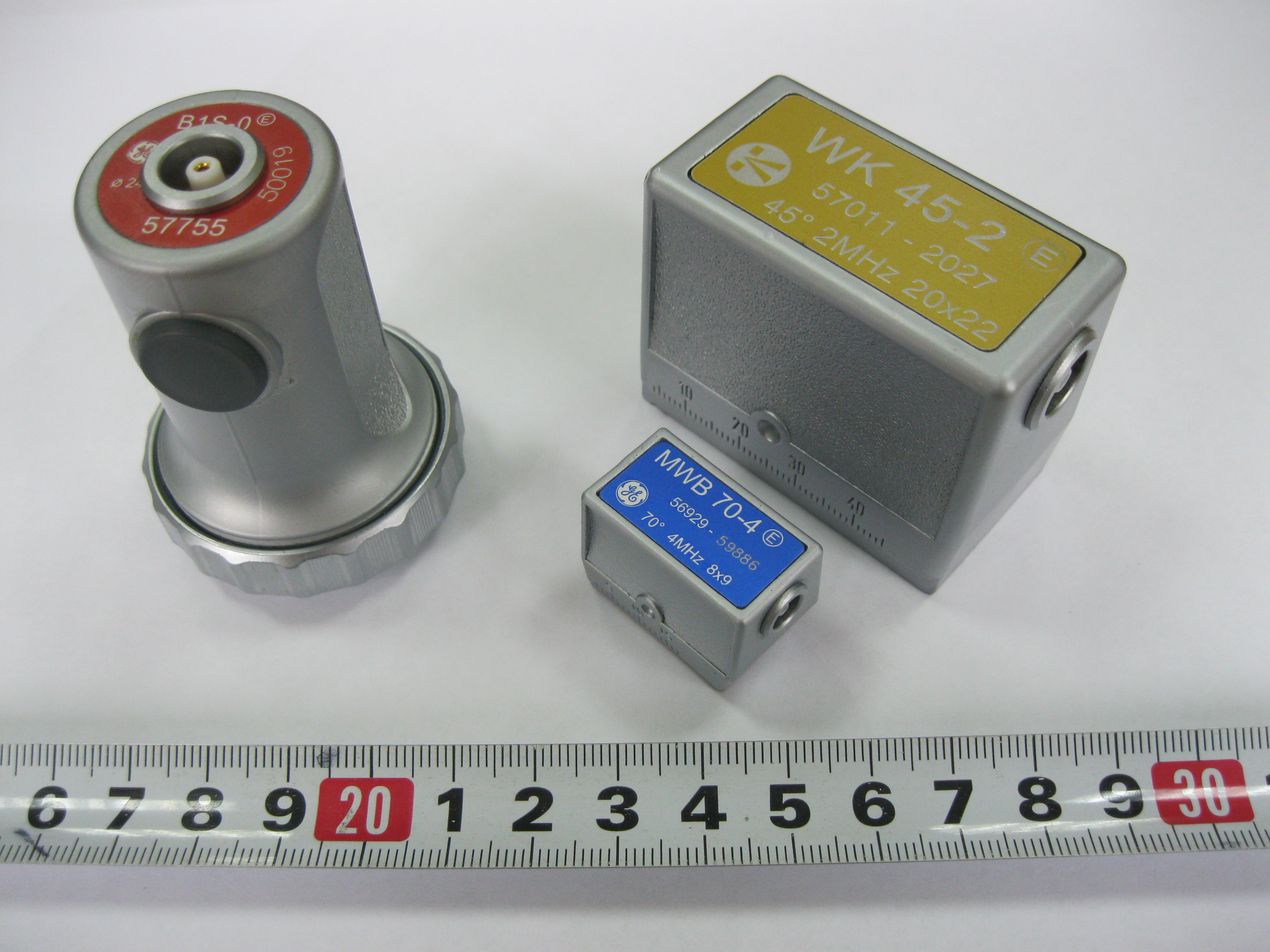
Ультразвукові п'єзоелектричні перетворювачі, що використовуються при ручному контролі: прямий B1S-O, мініатюрний похилий MWB 70-4, похилий WK45-2

П'єзоелектричні перетворювачі — перетворювачі, призначені для збудження і прийому ультразвукових хвиль (коливань) частотою від 1 до 5 МГц.

## Загальний опис
Виходячи з фізичного принципу дії, всі п'єзоелектричні перетворювачі поділяють на три групи:
Перетворювачі, що використовують прямий п'єзоефект
Застосовуються в приладах для вимірювання параметрів механічних процесів, зокрема: сили, акустичного та швидкозмінного тиску, лінійних та кутових прискорень, а також вібрації, ударів.
Перетворювачі, що використовують зворотний п'єзоефект
Застосовуються як випромінювачі ультразвуку в гідроакустиці та дефектоскопії, перетворювачах напруги в переміщення (п'єзодвигуни та п'єзореле) для юстування дзеркал оптичних приладів і виконавчих елементів систем автоматики.
Перетворювачі параметричного типу
Використовують одночасно прямий та зворотний п'єзоефекти. Це п'єзоелектричні резонатори, що найефективніше випромінюють та приймають енергію на фіксованій резонансній частоті. П'єзорезонатори застосовують у смугових фільтрах, лініях затримки, перетворювачах переміщення або приєднаної маси в частоту для датчиків рівня, густини тощо, перетворювачах електричної енергії.
У технічній літературі і нормативно-технічній документації п'єзоелектричні перетворювачі можуть позначатися абревіатурою ПЕП.
Нині використовують п'єзоелектричні перетворювачі трьох видів:
- Суміщені — складаються з одного п'єзоелемента, який в один момент часу виконує роль джерела, а в наступний момент часу — роль приймача ультразвуку;
- Окремо-суміщені — складаються з двох п'єзоелементів (один — джерело, а другий — приймач ультразвуковий), розташованих в одному корпусі і розділених захисним акустичним екраном;
- Роздільні — п'єзоелемент в перетворювачі виконує роль тільки джерела або тільки приймача ультразвуку.

### Принцип роботи п'єзоелектричних перетворювачів
Для виготовлення перетворювачів (вставок резонаторів) рейкових дефектоскопів найчастіше використовують п'єзоелементи у вигляді пластини, виготовлені з монокристалів цирконату — титанату свинцю марки ЦТС-19 або ЦТС-22. На плоскі поверхні п'єзоелементів наносять тонкі шари срібла, що служать електродами і проводять електричний струм.
Таким чином, виявляється можливим за допомогою п'єзоелемента перетворити електричні коливання в ультразвукові (зворотний п'єзоефект) і, навпаки, ультразвукові коливання в електричні (прямий п'єзоефект).
Найбільший ефект перетворення досягається тоді, коли власна резонансна частота п'єзоелемента відповідає частоті прикладеної електричної напруги або частоті УЗ коливань.
Для підсилювання сигналів п'єзоелектричних перетворювачів часто використовують підсилювачі заряду. Підсилювачі заряду не в змозі підсилювати постійну складову електричного сигналу з п'єзоелектричного перетворювача.

### Маркування п'єзоелектричних перетворювачів
Загальне маркування п'єзоелектричних перетворювачів зазвичай складається з букви П і наступних трьох цифр, що вказуються без пробілів.
Буква П позначає — перетворювач п'єзоелектричний; Перша цифра після букви П позначає спосіб введення ультразвуку: 1-контактний; 2-іммерсійний; 3-контактно — імерсійний; 4-безконтактний.
Друга цифра вказує розташування п'єзопластини в перетворювачі: 1 — прямий; 2 — похилий; 3 — комбінований.
Третя цифра вказує принцип дії п'єзопластини: 1 — суміщений; 2 — окремо — суміщений; 3 — роздільний.
Приклад маркування: П121 — 2,5 — 50 — контактний похилий суміщений перетворювач з номінальною частотою ультразвуку 2,5 МГц і кутом нахилу п'єзоелемента 50°.

## Виробники
В Україні п'єзоелектричні перетворювачі виготовляє компанія ТОВ «Укрприбор» (Київ).
В інших країнах провідними підприємствами з розробки та випуску п'єзоелектричних перетворювачів і датчиків є: PCB Piezotronik JNG, Endevco Corporation, DYTRAN, Sanstard Date contrl (США); Erich Broza, Rheometron (Німеччина); Flopetron, C. F. V. LTD (Франція); Merles, Motoroia JNG, AVL (Велика Британія); Kistler Instrument AG, Vibro-meter (Швейцарія); Hans List (Австрія); Bruel & Kjaer (Данія); ТОВ "НПК «ЛУЧ» (Балашиха, Росія); ТОВ НПК «ТИК» (Перм, Росія); НДІ Фізичних вимірювань (Пенза, Росія); ЦНДІМАШ (Корольов, Росія); НКТБ Пьезоприбор (ПФУ); ТОВ «Пьезоэлектрик» (Ростов-на-Дону, Росія); ЗАТ «Виброприбор», АТ «Моріон» (Санкт-Петербург, Росія); ТОВ «Актив-Термокуб» (Єкатеринбург, Росія).